# Enrobage
 (avril 2014).

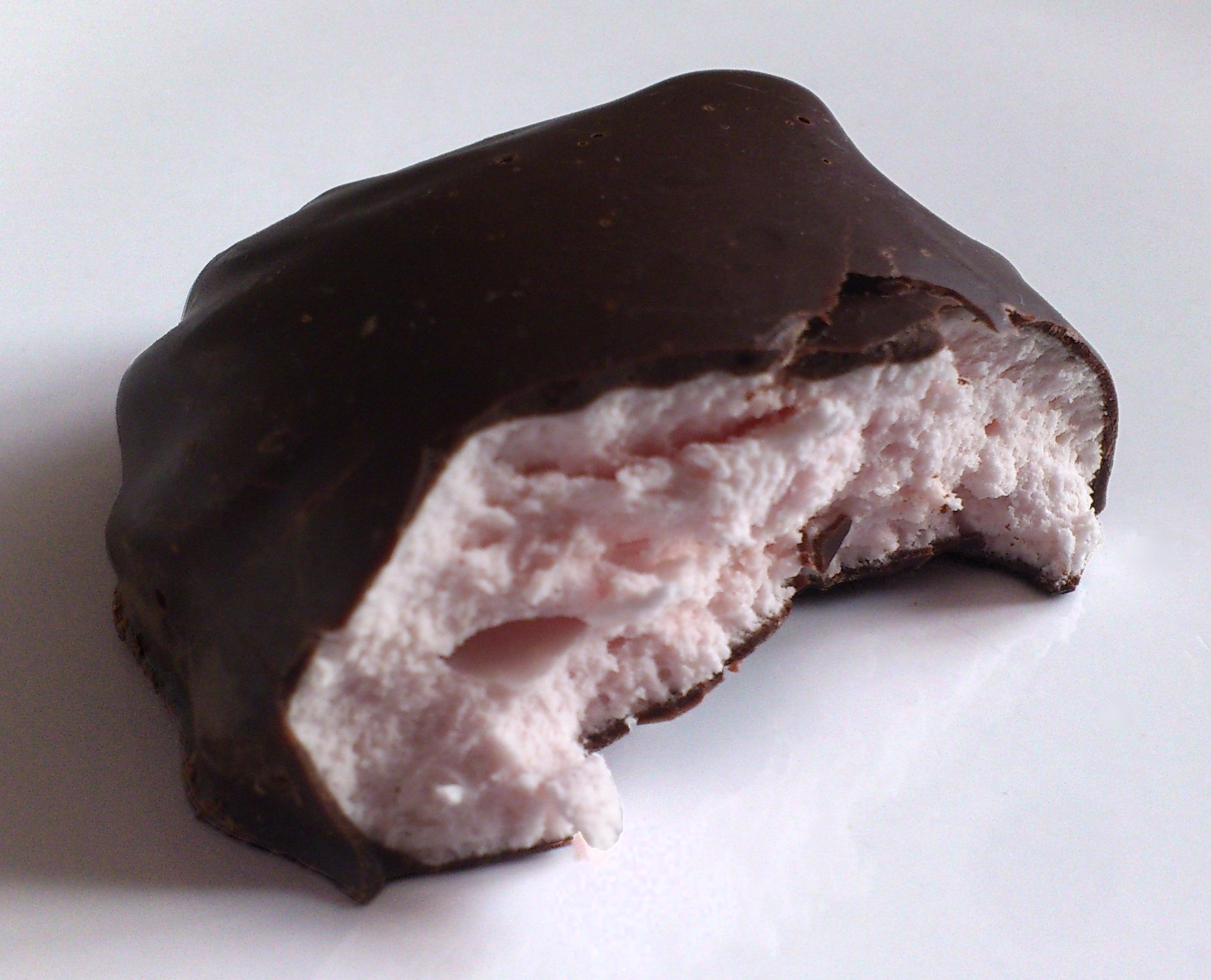
Une meringue enrobée de chocolat.

L’enrobage est un procédé industriel consistant à appliquer une couche de liquide ou de poudre sur la surface d'un produit de base de forme quelconque afin de lui conférer des propriétés particulières. Lorsque le substrat est de forme plane (bobines de papier, film plastique, d'acier), on parle plutôt d'enduction. L'enrobage est notamment utilisé dans les secteurs métallurgique, chimique, parachimique, pharmaceutique et agroalimentaire. On utilise parfois le terme anglais équivalent coating.

## Définitions
Dans l’article qui suit, il est plus souvent qu’à son tour fait référence à l’enrobage dans l’industrie agroalimentaire. Cela dit, les applications décrites ci-après dérivent de procédés d’autres secteurs ou peuvent être transposés à ceux-ci : pharmaceutiques, semences, engrais, détergents, matériaux de construction, produits métallurgiques...
En guise de préliminaire
Ce que l’enrobage est : l’application d’une couche de liquide et/ou de poudre sur un produit de base de quelque forme qu’il soit, une opération qui donne au produit des caractéristiques de surface.
Ce que l’enrobage est au sein de l'industrie alimentaire : une opération qui repose sur un mouvement mécanique essentiellement. Il consiste à mettre en mouvement des particules et des additifs de manière à les mettre en contact. L’enrobage repose essentiellement sur des phénomènes physiques (attraction, friction, cristallisation) plutôt que des phénomènes chimiques (combinaison moléculaire).
Ce que l'enrobage est au sens de l'industrie de la chimie ou de la métallurgie : l'application de couches formées à partir de liquide ou poudre, stabilisée par divers moyens, de façon généralement très tenace, de manière à conférer des propriétés particulière d'aspect, de protection (usure, corrosion), de fonctionnement à l'utilisation (résistance mécanique, glissement, transfert de matière...). Dans la profession, le terme anglais "coating" est communément utilisé.
Ce que l’enrobage n’est pas : l’application d’une couche liquide sur des très petites particules. Cette technique est appelée encapsulation. L’encapsulation fait appel également à d’autres principes : capture de molécules dans une matrice, liaison chimique. L'encapsulation permet la protection, la rétention et la libération contrôlée à un niveau moléculaire. La limite entre les 2 notions (enrobage et encapsulation) peut être fixée par la taille des particules : elle se situe de l'ordre de 300 µ à 1 mm. En deçà de ces valeurs, l’enrobage ne peut être effectué par un procédé strictement mécanique mettant en mouvement les particules à enrober. Il fait appel à des phénomènes de mélange intense, évaporation notamment.
Ce que l’enrobage n’est pas non plus: une science exacte mais plutôt une expérience. L’enrobage n’est pas une science « dure » comme le séchage qui obéit à des équations sur quelques paramètres. L’enrobage serait plutôt une science « molle » faite d’accumulation de savoir-faire, elle obéit à une logique floue et peut être conçue comme un système expert avec une arborescence de paramètres multiples. L’enrobage est une opération parfois négligée dans la conduite d'un projet industriel. L’enrobage est d’ailleurs un sujet qui n’est pas enseigné en tant que tel ni fait l’objet de travaux pratiques sauf exception.
Vocabulaire de l'enrobage : les mots pour le dire
Le vocabulaire pour désigner l’opération reflète la diversité des applications dans de multiples secteurs : métallurgique, chimique, pharmaceutique, alimentaire. Selon le produit de base ou le secteur, l’enrobage est appelé différemment :
- Dragéification (dragée de sucre ou chocolat),
- Aromatisation (snacks, chips, "nuggets")
- Lustrage,
- Nappage,
- Enrobage proprement dit (praline au chocolat, beignet et sa panure, enrobé routier dit "Macadam"),
- Pelliculage (gélules, semence)...

Vocabulaire de l'enrobage : les mots pour le dire à l'étranger
- anglais : coating, enrobing
- allemand : Uberziehung, Beschichtung
- italien : copertura, ricorpertura, rivestimento
- espagnol : recubrimiento

## Théorie
Exemples de produits enrobés
| produit fini                  | base                          | additif           | post traitement          | taux %    | objectif                                |
| ----------------------------- | ----------------------------- | ----------------- | ------------------------ | --------- | --------------------------------------- |
| semences enrobées             | semences                      | liant, argile     | séchage                  | 30-100 %  | calibration, protection                 |
| céréales petit déjeuner       | céréales extrudées, expansées | sirop de sucre    | séchage                  | 20-50 %   | appétence : goût sucré, aspect brillant |
| aliments pour chiens et chats | céréales extrudées            | graisse, appétent | refroidissement          | 5-30 %    | appétence, énergie                      |
| dragées                       | fruits secs, chocolat         | sucre             | dragéification, lustrage | 10-100 %  | apparence, goût sucré, arôme            |
| pralines                      | noisettes, amandes            | chocolat          | refroidissement          | 30-50 %   | appétence                               |
| légumes à poêler              | légumes surgelés              | aromates, graisse | surgélation              | 15-100 %  | appétence, prêt à cuisiner              |
| fromage pour pizza            | mozzarella râpé               | antimottant       | aucun                    | 0,5-1,0 % | éviter la prise en masse                |

Illustrations

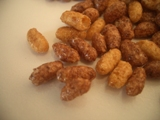
Riz enrobé de sucre
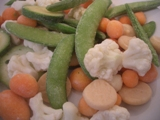
Légumes surgelés dit "IQF" enrobés de crème
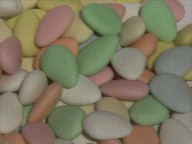
Dragées enrobées de sucre
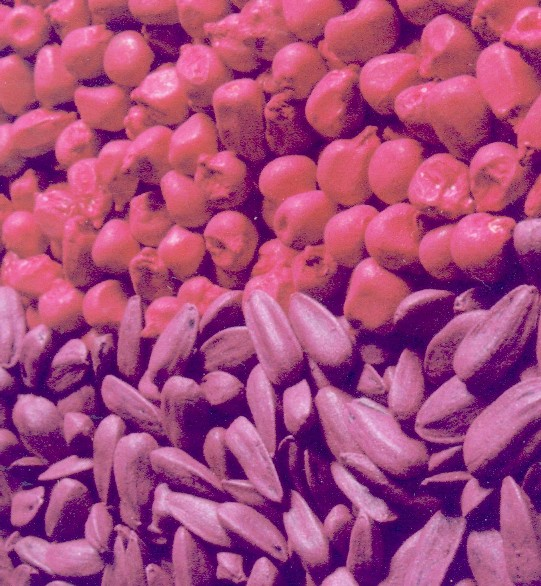
Semences pelliculées

### Les objectifs de l’enrobage
Organoleptiques
L’enrobage sollicite :
- La vue : la couleur (goudron noir, chocolat marron), l’aspect de surface (dragée lisse, brillante ou satinée ou beignet rugueux et mat) ;
- Le goût : la dragée sucrée, le biscuit salé ;
- L’arôme ;
- La texture : beignet à frire croquant, cacahuètes type "Benenuts" en France.

Nutritionnels
L’enrobage permet un apport :
- Vitamines, minéraux, fer ;
- Energie : saccharose

Fonctionnels
L'enrobage confère des propriétés : glisse bien, ne colle pas au doigt (lustrant sur bonbon au chocolat), ne prend pas en masse (antimottant sur fromage râpé), ne s'oxyde pas, présente un volume suffisant pour permettre le dosage individuel (semence).
La propriété de barrière conférée par un enrobage est l’une des plus utiles : barrière à l’eau (prévenir la prise d’humidité d’une inclusion dans une crème glacée ou inversement la perte d’humidité d’une gomme à mâcher).
Économiques
Donner du poids ou du volume avec un additif moins coûteux que le produit de base.

### Le procédé: principe et paramètres
Un procédé se définit par la manière dont un produit de base est recouvert des ingrédients d’enrobage pour donner un produit fini. Ce produit fini doit être stable. Un procédé d’enrobage est donc lié à un procédé de stabilisation : surgélation, refroidissement, séchage, torréfaction... Le procédé est mis en œuvre par une technique et matérialisé par un équipement. Pour chaque équipement plusieurs fournisseurs offrent des solutions propres. Le procédé se réalise sur un support ou une enceinte.
Le principe
1. Pulvérisation : quand la quantité de l’additif est faible il est préférable de le pulvériser pour faciliter sa répartition finale sur le produit.
2. Adhésion : l’additif nébulisé adhère au produit ; il doit par conséquent présenter une affinité avec le produit pour y adhérer.
3. Coalescence : dans le cas d’un liquide, les multiples gouttelettes doivent se conjuguer pour former une surface uniforme essentiellement par friction mécanique associée à la tension de surface.
4. Stabilisation : selon sa nature et si le produit de base le permet, l’additif est stabilisé par : élimination du solvant (séchage et évaporation de l’eau, de l’alcool ou autre solvant), cristallisation du liquide (refroidissement de l’eau ou des graisses), traitement thermique (cuisson des protéines, grillage).

Le procédé vu comme un système
Le procédé d’enrobage au sens large est un véritable système qui peut s’analyser :
- Des entrants : le produit de base, les additifs ou ingrédients.
- Des flux complémentaires : air comme moyen de mise en mouvement ou stabilisation, énergie sous forme mécanique (agitation transformée en transfert, friction) ou thermique (chaleur de convection, conduction, rayonnement).
- Des sortants : produit fini stabilisé ou non, additif en excès.

Associés aux éléments ci-dessus, le procédé génère des effets généralement indésirables :
- Casse de produit
- Génération de fines
- Agglomération de produits entre eux
- Encrassement par agglomération de produit et additifs aux parois de l’enceinte d’enrobage.
- Émissions de poussières, vapeurs, odeurs et autres composés volatils.

Ces effets doivent être prévenus sauf à entraîner une interruption du procédé rapide.
Les paramètres du système
Les paramètres qui influent sur le système sont classés selon leur origine:
| produit de base | produit fini                                                                                        | production                                |
| --- | --------------------------------------------------------------------------------------------------- | ----------------------------------------- |
| forme, taille et distribution, densité réelle et apparente, nature, aspect de surface, tenue, composition, comportement, fines, hygroscopicité, température | capacité, aspect souhaité, taux d'enrobage souhaité, comportement au stockage, résistance mécanique | fréquence de changement, durée, nettoyage |

Cette première batterie de critères oriente le choix de l'enrobant. Il peut s'agir d'un ingrédient simple ou d'une préparation ad hoc : solution, suspension, émulsion, poudre ou une combinaison. Cet enrobant a ses propres caractéristiques. De plus le procédé peut nécessiter un fluide connexe : air de séchage, refroidissement.
| additif | fluide connexe                         |
| --- | -------------------------------------- |
| base aqueuse ou lipidique, composition, concentration, viscosité, température, point de fusion, tension de surface, aptitude à la stabilisation | nature, température, humidité relative |

La compilation de l'ensemble des spécifications détermine le choix d'un procédé. Ce procédé doit lui-même être soigneusement décrit.
| procédé | matériel                                                                                 |
| --- | ---------------------------------------------------------------------------------------- |
| continu, discontinu, temps de séjour, température de l'additif, volume du fluide, température du fluide, tolérance aux variations, nombre de fonctions à accomplir (transfert, dosage, séchage...) | forme, surface exposée au produit, volume brut, mouvement transmis, vitesse, température |

La progressivité de la démarche et une bonne connaissance des informations relatives au procédé dans son ensemble sont une condition de sa maîtrise.
L’influence de chaque paramètre nécessite d’être approfondie. Ils le sont quand cette influence est déterminante sur le processus d’enrobage. Toutefois dans l’ensemble, ils relèvent de connaissances de domaines généraux de la science : cristallisation, élimination d'eau (séchage), transition vitreuse, viscosité, tension de surface...
La température
Parmi les multiples paramètres, il en est un qui apparaît à plusieurs endroits et qui par sa variation fait varier d’autres paramètres. Il s’agit de la température. Elle influe sur la viscosité, la tension de surface, la vitesse d’évaporation ou de cristallisation... Ce faisant elle contrôle pour une bonne part la performance d’agglomération de l’additif sur la surface du produit, plutôt que sur celle de l’enceinte.
Un produit à enrober de graisse qui se refroidit progressivement tandis que la paroi de l‘enceinte reste tempérée aura tendance à agglomérer plus de graisse. Celle-ci figera en effet sur le produit.

## Pratique

### Les ingrédients de l'enrobage
Ci-après une liste non exhaustive d'ingrédients ou préparations pour enrobage à titre d'exemples de la diversité.
| Ingrédient                                                      | Forme                                             | Taux usuel | Caractéristiques prises en compte dans l'enrobage                 | Effets recherchés                                            | Exemples                                                                                                  |
| --------------------------------------------------------------- | ------------------------------------------------- | ---------- | ----------------------------------------------------------------- | ------------------------------------------------------------ | --- |
| Eau                                                             | Liquide pur                                       | 1-3 %      |                                                                   | Mouillage, fixation                                          | Abattage de poussières                                                                                    |
| Eau                                                             | Vapeur saturée                                    | 1-3 %      |                                                                   | Mouillage, fixation                                          | Fixation de sucre cristallisé sur des confiseries                                                         |
| Alcool                                                          | Solution à 70 %                                   | 0,1 %      | Teneur en alcool                                                  | Antimicrobien, conservateur                                  | Conservation des pâtisseries emballées                                                                    |
| Résines : shellac                                               | Solution alcoolique à 30 %                        | 1 %        | Caractère filmant                                                 | Aspect de surface, barrière                                  | Lustrage des dragées chocolat                                                                             |
| Cire : cire d'abeille, carnauba,                                | Forme solide, liquide fondue, émulsion micronisée | 1 %        | Point de fusion                                                   | Aspect de surface, barrière                                  | Lustrage des dragées de sucre                                                                             |
| Sucres : saccharose, miel, polyols                              | Solution à 70-90 %                                | 1-100 %    | Forme de cristallisation, concentration, température              | Appétence, aspect de surface brillant ou cristallisé         | Enrobage des céréales pour petit déjeuner                                                                 |
| Polymère organique: acétate, cellulose                          | Dispersion à 10 %                                 | 1 %        | Concentration, caractère filmant, barrière                        | Protection mécanique, physique, chimique, support d'additifs | Pelliculage de semences avec herbicide                                                                    |
| Hydrocolloïde naturel: gomme arabique, xanthane, guar, gélatine | Solution à 20-40 %                                | 3 %        | Caractère filmant, barrière                                       | Protection mécanique, physique, chimique, support d'additifs | Gommage de dragées avant dragéification                                                                   |
| Amidons : amidon natif, modifié                                 | Solution à 20-40 %                                | 3 %        | Comportement conféré par les modifications physiques et chimiques | Protection mécanique, physique, chimique                     | Enrobage des frites avant friture pour limiter la prise d'huile                                           |
| Farines                                                         | Suspension épaisse à 20-40 % ou poudre            | 10-20 %    | Caractère filmant, charge, viscosité, expansion à la chaleur      | Épaisseur, croustillant                                      | Enrobage de beignets avant dépose de chapelure                                                            |
| Poudre minérale ou organique : talc, cellulose, fécule, amidon  | Poudre pure                                       | 1 %        | Absorption d'humidité ou graisse                                  | Antimottant, dessiccant                                      | Poudrage de fromage râpé                                                                                  |
| Huiles et graisses                                              | Pure                                              | 1 à 40 %   | Point de fusion, viscosité                                        | Antimottant, adhésion, antidessiccant, barrière              | Huilage de raisins secs, conserver le croustillant d'inclusions pour crème glacée                         |
| Aromates, arômes, exhausteurs, sel                              | Poudre, solution diluée ou concentrée             | 1-3 %      | Concentration                                                     | Appétence                                                    | Aromatisation des snacks extrudés par aromates et un arôme caractéristique, saumurage de pistaches coques |

### Les techniques de l'enrobage
Le classement des techniques d’enrobage est a priori simple. Deux grandes classes sont faciles à distinguer : les procédés discontinus et les procédés continus. Puis il est empirique ; il se réfère à la technique de mise en mouvement du produit de base combinée à la technique d’application de l’additif. Enfin certaines techniques permettent seulement l’enrobage, d’autres permettent l’enrobage et la stabilisation dans la même enceinte.
| Nom                     | Principe                                                                                                | Exemple                                                | Variante                                                                    | Continu |
| ----------------------- | --- | ------------------------------------------------------ | --------------------------------------------------------------------------- | ------- |
| Lit fluidisé            | Fluidisation par air du produit, pulvérisation simultanée d'un soluté, séchage instantané               | semences pelliculées                                   | Lit fluidisé vertical discontinu, horizontal vibrant continu                | Non/Oui |
| Coextrusion             | formage d'une couche autour d'une base avec outil de fermeture                                          | formeur-coextrudeur pour saucisse à enveloppe végétale | coextrusion haute température et haute pression pour snacks fourrés         | Oui     |
| Mélangeur à bras mobile | mélange dans une forme avec agitation par un mobile                                                     | pelliculage de semences                                | pâles en fond de cuve, de raclage, hélicoïdale                              | Non     |
| Mélangeur à cuve mobile | mélange dans une forme par le mouvement de la forme elle-même                                           | baratte pour enrobage par surgélation                  | mélangeur horizontal à vis ou pâles, à un ou deux axes, mélangeur sous-vide | Non     |
| Convoyeur               | application de l'additif lors d'un transfert horizontal du produit réparti sur un convoyeur             | nappage de pâtisserie                                  | enrobeur par pulvérisation, rideau, immersion                               | Oui     |
| Cylindre                | application lors du passage et agitation du produit dans un cylindre rotatif ouvert aux deux extrémités | aromatisation des snacks                               | enrobeur et sécheur simultané de céréales sucrées                           | Oui     |
| Vis                     | application lors du transfert du produit par une vis dans une auge                                      | aliments pour chiens et chats                          | système à double vis                                                        | Oui     |

Les critères de choix d'une technique
- Les caractéristiques du produit de base : forme, taille, masse volumique apparente, résistance mécanique
- La résistance mécanique du produit
- L’épaisseur de la couche complète
- Enrobage partiel-complet, dessus-dessous
- Le nombre de séquences à répéter
- Le temps de traitement nécessaire à chaque opération
- Le nombre de fonctions à accomplir
- Le mode de stabilisation : séchage, refroidissement, réaction
- La capacité
- Le fonctionnement continu ou discontinu

Comparaison discontinu / continu
L’évolution de la production (productivité, débit, main d’œuvre) tend à remplacer un procédé discontinu par un procédé continu. Il faut en mesurer les avantages et inconvénients.
|               | Discontinu | Continu                                                                                |
| Avantages     | Flexible, facile à observer et contrôler, moins tributaire du temps, permet des changements fréquent de formule, se prête à l'expérimentation | Efficace, se justifie entre un procédé amont et/ou aval, automatisable                 |
| Inconvénients | Capacité limitée, consommateur de main d'œuvre                                                                                                | Coûteux, nécessite un contrôle sans faille et des approvisionnements sans interruption |

### Les périphériques
Un procédé d’enrobage peut devenir complexe. Ainsi la périphérie du cœur du procédé peut comprendre un certain nombre d’accessoires. Ils sont mentionnés pour mémoire sans insister car cette démarche est similaire dans d’autres procédés.
- Le stockage
- La préparation
- L’alimentation
- Le dosage
- La filtration
- La distribution
- Le contrôle.

### Les mesures
L'évaluation des résultats peut être immédiate (simple examen visuel). Mais il est souhaitable de mesurer l'efficacité du procédé à divers titres : garantir une fonction précise, s'accorder sur la réception d'un matériel. Plusieurs outils sont disponibles.
- Optiques : vision simple, coloration (cochenille, betterave), mesure sous microscopie, analyse d’image
- Pesée : pesée avant / après d'un lot traité, pesée de 100 particules enrobées / non enrobées
- Performance attendue : compaction (ne compacte pas sous une pression de 1 k, barrière (reste croustillant après 30 minutes dans de l’eau à 20 °C).

## Connaissances connexes
Des phénomènes physiques sont impliqués dans l'enrobage. il est utile de s'y référer particulièrement en cas de difficulté.
- Tension de surface
- Température de transition vitreuse
- Capillarité
- Viscosité